# Berenguer Ramón II
Berenguer Ramón II el Fratricida (1053/1054-entre 1097 y 1099) fue conde de Barcelona (1076-1097). Era hijo de Ramón Berenguer I y de Almodis de la Marca. Al principio gobernó junto a su hermano gemelo, Ramón Berenguer II.
Nació en 1053 o 1054 y sucedió a su padre, Ramón Berenguer I, en 1076. Los gemelos no estaban de acuerdo, y dividieron sus posesiones contra la voluntad de su padre. Ramón Berenguer II murió a manos de su hermano, Berenguer Ramón II el 5 de diciembre de 1082. Su hermano, quien se hizo único conde de Barcelona, fue, según la opinión popular, el pensador de su asesinato. 
En la década de 1080, la implicación de Berenguer Ramón en las disputas de las taifas creó un conflicto entre él y El Cid. En la guerra subsiguiente, el Cid hizo prisionero al conde dos veces. Desde 1086, a raíz de un compromiso pactado con la nobleza barcelonesa, asumió la tutela de su sobrino Ramón Berenguer, asociándolo así al trono.
Unos nobles catalanes lo acusaron del asesinato de su hermano; de ahí su apodo el Fratricida. Para dilucidar el caso se celebró una justa en la corte de Alfonso VI de León a finales de 1096 o principios de 1097, que perdió, por lo que fue considerado culpable según las costumbres de la época. Partió a Jerusalén como participante en la primera cruzada, pero no se sabe si con un grupo de peregrinos o de guerreros cruzados. Aunque no se tiene noticia de su muerte a ciencia cierta, es sabido que con los cruzados de Raimundo IV de Tolosa había algunos guerreros procedentes del Rosellón. Se cree que Berenguer Ramón podía contarse entre ellos y haber muerto durante el sitio de Jerusalén en 1099. Ramón Berenguer III, su sobrino, le sucedió. 
| Predecesor: Ramón Berenguer I | Conde de Barcelona (junto a Ramón Berenguer II: 1076-1082 y Ramón Berenguer III: 1082-1097 1076 – 1097 | Sucesor: Ramón Berenguer III                        |
| Predecesor: Ramón Berenguer I | Conde de Carcassona y de Rasez (junto a Ramón Berenguer II) 1076 – 1082                                | Sucesor: Bernardo Atón IV Trencavel (como vizconde) |